# MC Du Black
Carlos Eduardo da Silva Batista Leite, mais conhecido pelo nome artístico MC Du Black (Rio de Janeiro, 1995), é um cantor de funk carioca e compositor brasileiro.

## Biografia
Por muito tempo, Du Black tocava, com o apoio do irmão mais velho, em igrejas, onde também aprendeu a compor. Até 2019, ele trabalhava como serralheiro na zona norte de sua cidade natal antes de se dedicar exclusivamente à carreira artística.

## Carreira
O estilo de MC Du Black é marcado pela incorporação de outros estilos musicais ao funk carioca, como a música eletrônica e por um canto melódico, seguido por batidas aceleradas. Em 2019, a canção "Gaiola É o Troco" alcançou a primeira posição na plataforma Spotify no Brasil. Seu primeiro sucesso a nível nacional faz referência ao Baile da Gaiola, idealizado por Rennan da Penha, festa mais popular da capital fluminense que impulsionou o estilo funk 150 BPM. Posteriormente, outras canções foram lançadas e alcançaram sucesso, como "50 Tons" e "Eu Só me Faço de Bobo". Em 2020, "Tudo Aconteceu", com a participação do rapper Delacruz, lançada com um videoclipe animado, também obteve alto número de reproduções em plataformas de streaming. Du Black fez parceria com outros cantores como Léo Santana e Jojo Todynho.
O cantor também foi convidado pela Amazon Music para participar de uma coletânea que homenageou o funk carioca, ao lado de Dennis DJ, Kevin O Chris, Ludmilla, dentre outros. A carreira musical de MC Du Black expandiu-se rapidamente ao se tornar cantor profissional, chegando a conquistar repercussão internacional.